# Школа экономической мысли
Школа экономической мысли (англ. school of economic thought) — группа экономических мыслителей, которые разделяют общую точку зрения на то, как работают экономики. Хотя экономисты не всегда вписываются в определённые школы, особенно в наше время, классификация экономистов по школам мышления является обычной. Экономическую мысль можно условно разделить на три фазы: премодерн (греко-римская, индийская, персидская, исламская и китайская), ранний модерн (меркантилистская, физиократическая) и модерн (начиная с Адама Смита и классической экономики в конце XVIII века). Систематическая экономическая теория была разработана главным образом с начала того, что называется современной эпохой.
В настоящее время подавляющее большинство экономистов придерживаются подхода, называемого экономическим мейнстримом (который также именуют «ортодоксальной экономикой»). Экономисты обычно специализируются либо на макроэкономике, в широком смысле на общем объёме экономики в целом, либо на микроэкономике, на конкретных рынках или акторах.
В рамках макроэкономического мейнстрима в Соединенных Штатах можно провести различие между «экономистами соленой воды» и более свободными идеями «экономистов пресной воды». Однако существует широкое согласие относительно важности общего равновесия, методологии, связанной с моделями, используемыми для определённых целей (например, статистические модели для прогнозирования, структурные модели для контрфактического анализа и т. д.), а также важность моделей частичного равновесия для анализа конкретных факторов, важных для экономики (например, банковское дело).
Некоторые влиятельные подходы прошлого, такие как историческая школа экономики и институциональная экономика, прекратили свое существование или ослабили свое влияние и теперь считаются неортодоксальными подходами. Другие давние неортодоксальные школы экономической мысли включают австрийскую экономику и марксистскую экономику. Некоторые более поздние разработки в экономической мысли, такие как феминистская экономика и Экологическая экономика, адаптируют и критикуют господствующие подходы с акцентом на конкретные проблемы, а не развиваются как независимые школы.

## Современная экономическая мысль

### Экономический мейнстрим
Экономический мейнстрим отличается в общей экономике от неортодоксальных подходов и школ внутри экономики. Она начинается с предпосылки о том, что ресурсы ограничены и что необходимо выбирать между конкурирующими альтернативами. То есть экономика имеет дело с компромиссами. В условиях дефицита выбор одной альтернативы подразумевает отказ от другой-альтернативной стоимости. Альтернативная стоимость выражает неявную связь между конкурирующими альтернативами. Такие издержки, рассматриваемые как цены в рыночной экономике, используются для анализа экономической эффективности или для прогнозирования реакции на возмущения на рынке. В плановой экономике для эффективного использования ресурсов должны быть соблюдены сопоставимые теневые ценовые отношения, что впервые продемонстрировал итальянский экономист Энрико Бароне.
Экономисты считают, что стимулы и издержки играют всепроникающую роль в формировании процесса принятия решений. Непосредственным примером этого является теория потребления индивидуального спроса, которая изолирует, как цены (как издержки) и доход влияют на количество потребляемых товаров. Современный экономический мейнстрим опирается в первую очередь на неоклассическую экономику, которая начала развиваться в конце XIX века. Экономический мейнстрим также признает существование провала рынка и прозрения кейнсианской экономики. Он использует модели экономического роста для анализа долгосрочных переменных, влияющих на национальный доход. Он использует теорию игр для моделирования рыночного или нерыночного поведения. Некоторые важные идеи о коллективном поведении (например, возникновение организаций) были включены в новую институциональную экономику. Определение, которое захватывает большую часть современной экономики, — это определение Лайонела Роббинса в эссе 1932 года: «наука, которая изучает человеческое поведение как отношение между целями и скудными средствами, которые имеют альтернативное применение». Дефицит означает, что имеющихся ресурсов недостаточно для удовлетворения всех потребностей и потребностей. Отсутствие дефицита и альтернативного использования имеющихся ресурсов не является экономической проблемой. Определяемый таким образом предмет включает в себя изучение выбора, на который влияют стимулы и ресурсы.
Господствующая экономическая теория охватывает широкий (но не безграничный) круг взглядов. В политическом отношении большинство ведущих экономистов придерживаются различных взглядов — от невмешательства в политику до социального либерализма. Существуют также различные точки зрения по отдельным вопросам экономики, таким как эффективность и желательность кейнсианской макроэкономической политики. Хотя исторически немногие ведущие экономисты считали себя членами «школы», многие отождествляли себя с одной или несколькими неоклассическими экономиками, монетаризмом, кейнсианской экономикой, новой классической макроэкономикой или поведенческой экономикой.

#### Противоречия в рамках господствующей экономической теории обычно формулируются в терминах
- полнота рынков и контрактные возможности;
- существование или значение асимметричных информационных проблем;
- важность отклонений от оптимального поведения экономических агентов;
- роль внешних эффектов или общественных благ.

### Современная неортодоксальная экономика
Неортодоксальная экономика включает в себя некоторые школы мысли, которые расходятся с микроэкономическими основаниями современной новой классической экономики. Неортодоксальные экономисты вместо этого подчеркивают влияние истории, природных систем, неопределенности и власти. Среди них институциональная экономика, марксистская экономика, феминистская экономика, социалистическая экономика, бинарная экономика, экологическая экономика, биоэкономика и термоэкономика.
В конце XIX века ряд неортодоксальных школ боролся с неоклассической школой, возникшей после маржинальной революции. Большинство из них доживают до наших дней как самосознательно диссидентские школы, но с значительно уменьшенными размерами и влиянием по сравнению с экономическим мейнстримом. Наиболее значимыми из них являются институциональная экономика, марксистская экономика и австрийская школа.
Развитие кейнсианской экономики было серьёзным вызовом для доминирующей неоклассической школы экономики. Кейнсианские взгляды в конечном счете вошли в мейнстрим в результате кейнсианско-неоклассического синтеза, разработанного Джоном Хиксом. Подъём кейнсианства и его включение в основную экономическую теорию снизили привлекательность неортодоксальных школ. Однако сторонники более фундаментальной критики ортодоксальной экономики сформировали школу посткейнсианской экономики.
Более поздние неортодоксальные разработки включают эволюционную экономику (хотя этот термин также используется для описания институциональной экономики), феминистскую, Зеленую экономику, пост-аутистическую экономику и термоэкономику.
Неортодоксальные подходы часто воплощают критику «мейнстрим-подходов». Например:
- феминистская экономика критикует оценку труда и утверждает, что женский труд систематически недооценивается;

- зелёная экономика критикует экстернализованный и нематериальный статус экосистем и утверждает, что они должны быть включены в модель материальных измеряемых капитальных активов в качестве природного капитала;
- постаутистическая экономика критикует ориентацию на формальные модели в ущерб наблюдениям и ценностям, аргументируя возвращение к моральной философии.

Большинство неортодоксальных взглядов критикуют капитализм. Наиболее заметным исключением является австрийская экономика.
Николас Джорджеску-Реген вновь ввел в экономику понятие энтропии из термодинамики (в отличие от того, что, по его мнению, является механистической основой неоклассической экономики, взятой из ньютоновской физики) и сделал фундаментальную работу, которая позже развилась в эволюционную экономику. Его работа внесла значительный вклад в термоэкономику и экологическую экономику.
Другие точки зрения на экономические проблемы, исходящие извне от господствующей экономической теории, включают теорию зависимости и мир-системный анализ в изучении международных отношений.
Предлагаемые радикальные реформы экономической системы, происходящие вне мейнстрима, включают движение за экономику участия и бинарную экономику.